# Поплітник східний
Поплі́тник східний (Cantorchilus zeledoni) — вид горобцеподібних птахів родини воловоочкових (Troglodytidae). Мешкає в Центральній Америці. Вид названий на честь костариканського орнітолога Хосе Кастуло Зеледона. Раніше вважався конспецифічним з садовим поплітником.

## Опис
Довжина птаха становить 14 см. Тім'я коричневе, верхня частина тіла сірувато-коричнева, надхвістя оливково-сіре. Хвіст оливково-коричневий, поцяткований тічникими темними смужками. Над очима контрастно білі "брови", через очі ідуть сірувато-коричневі смуги, щоки поцятковані сірими і білуватими плямками. Горло білувате, груди сірі, нижня частина живота сірувато-жовта. Очі сіруватро-карі, дзьоб зверху чорний, знизу сірий, лапи темно-оливкові. У молодих птахів нижня частина тіла більш тьмяна, плями на обличчі менш чіткі. Порівняно з садовим поплітником, східні поплітники мають більші розміри і помітно більш сіре забарвлення.

## Поширення і екологія
Східні поплітники мешкають на сході і південному сході Нікарагуа, на сході Коста-Рики та на крайньому північному сході Панами (Бокас-дель-Торо). Вони живуть у вторинних лісах і лісових масивах, на плантаціях і сільськогосподарських угіллях, в очеретяних заростях. Уникають первинних тропічних олісів. Зустрічаються на висоті до 600 м над рівнем моря. Живляться комахами. В Коста-Риці сезон розмноження триває з березня по серпень. Гніздо кулеподібне з бічним входом, розміщується в підліску або серед ліан, на висоті від 0,65 до 1,65 м над землею. В кладці 2-3 блакитнуватих яйця. Інкубаційний період триває 14 днів, пташенята покидають гніздо через 14-15 днів після вилуплення. Східні поплітники іноді стають жертвами гніздового паразитизму червонооких вашерів, а їх гнізда можуть розорити звичайні носухи.